# Intruze

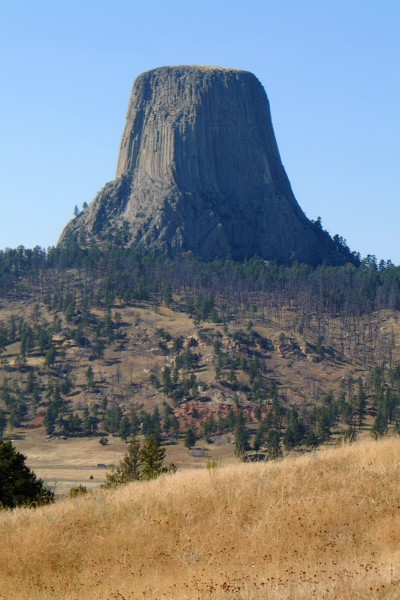
Intruzivní těleso bazaltu Devils Tower s výraznou sloupcovitou odlučností. Těleso tvoří výrazný reliéf díky rozdílné odolnosti hornin vůči erozi - zatímco sedimentární horniny, do kterých původní bazaltické magma intrudovalo, jsou oderodovány, samotný bazalt přetrval.

Intruze je termín z geologie, kterým se označuje pronikání magmatu do okolních hornin, respektive do okolního prostředí. Rozdílem teplot žhavého magmatu a okolního prostředí dochází často ke kontaktní metamorfóze, během které vznikají například (kontaktní) rohovce.
Někdy se také termínem intruze označuje celé podpovrchové těleso a také takto vzniklý typ hornin — intruzivní horniny.